# المطالب العالية من العلم الإلهي (كتاب)
المطالب العالية من العلم الإلهي كتاب في علم الكلام والتوحيد والعقائد من تأليف شيخ الإسلام الإمام الفخر الرازي (ت 606هـ)، تكلم فيه عن الدلائل الدالة على إثبات الإله لهذا العالم وتنزيه الله تعالى عن التحيز والجهة والضد، مع تفصيل كبير في ذلك.

## موضوع الكتاب
كتاب يعد من ثمرة ما حصله الإمام الرازي في مسيرة حياته العلمية ويعد آخر الكتب التي ألفها، وفيه ما استقر عليه رأيه في نهاية عمره، ويدور محور الكتاب في الكلام عن ذات الله تعالى وصفاته، فقد جاء في مقدمة الكتاب في الفصل الأول من كلام المؤلف: «الوجه الأول من الوجوه الموجبة للشرف: شرف الأمر المبحوث عنه في ذلك العلم. وذلك في هذا العلم. هو ذات الله تعالى وصفاته».
وقد عدته جامعة الأزهر من أمهات الكتب، ويقول الأستاذ الشيخ صالح موسى شرف فيه: «"ولما كان علم التوحيد ويسمى علم الكلام له هذه المنزلة العظيمة في تأصيل هذه العقيدة والدفاع عنها: عني المتكلمون قديما وحديثا بالتأليف فيه، وتباروا في ذلك، فمنهم المقتصد ومنهم المتعمق ومنهم المتوسط، وكان من أشهر الكتب المتعمقة والمشتملة على الأمور العامة التي يحتاج إليها المستدل على حدوث العالم ومنه على وجود الصانع: كتاب "المطالب العالية" لفخر الدين الرازي، و"العقائد النسفية" للنسفي، وكتاب "المواقف" للإيجي، شيخ السعد التفتازاني، وكتاب "طوالع الأنوار" للبيضاوي، وكتاب "المقاصد" للعلامة السعد التفتازاني".»
ومن خلال ما جاء من النصوص في كتاب «المطالب العالية من العلم الإلهي» يتبين أنه يحتوي على تسعة أجزاء:
- الجزء الأول: في الدلائل الدالة على إثبات الإله لهذا العالم المحسوس، وبيان أنه واجب الوجود لذاته.
- الجزء الثاني: في الدلائل الدالة على التوحيد والتنزيه (في بيان كونه سبحانه وتعالى منزهاً عن التحيز والجهة وعن الضد والند).
- الجزء الثالث: في ذكر الصفات الإيجابية، وهي: كونه سبحانه قادرا، عالما، حيا، سميعا، بصيرا، متكلما، باقيا، حكيما.
- الجزء الرابع: في مباحث الحدوث والقدم، وأسرار الدهر والأزل.
- الجزء الخامس: في الزمان والمكان.
- الجزء السادس: في الهيولي.
- الجزء السابع: في الأرواح العالية والسافلة (النفس).
- الجزء الثامن: في النبوات، وما يتعلق بها.
- الجزء التاسع: في الجبر والقدر، أو القضاء والقدر.